# Ban tinh

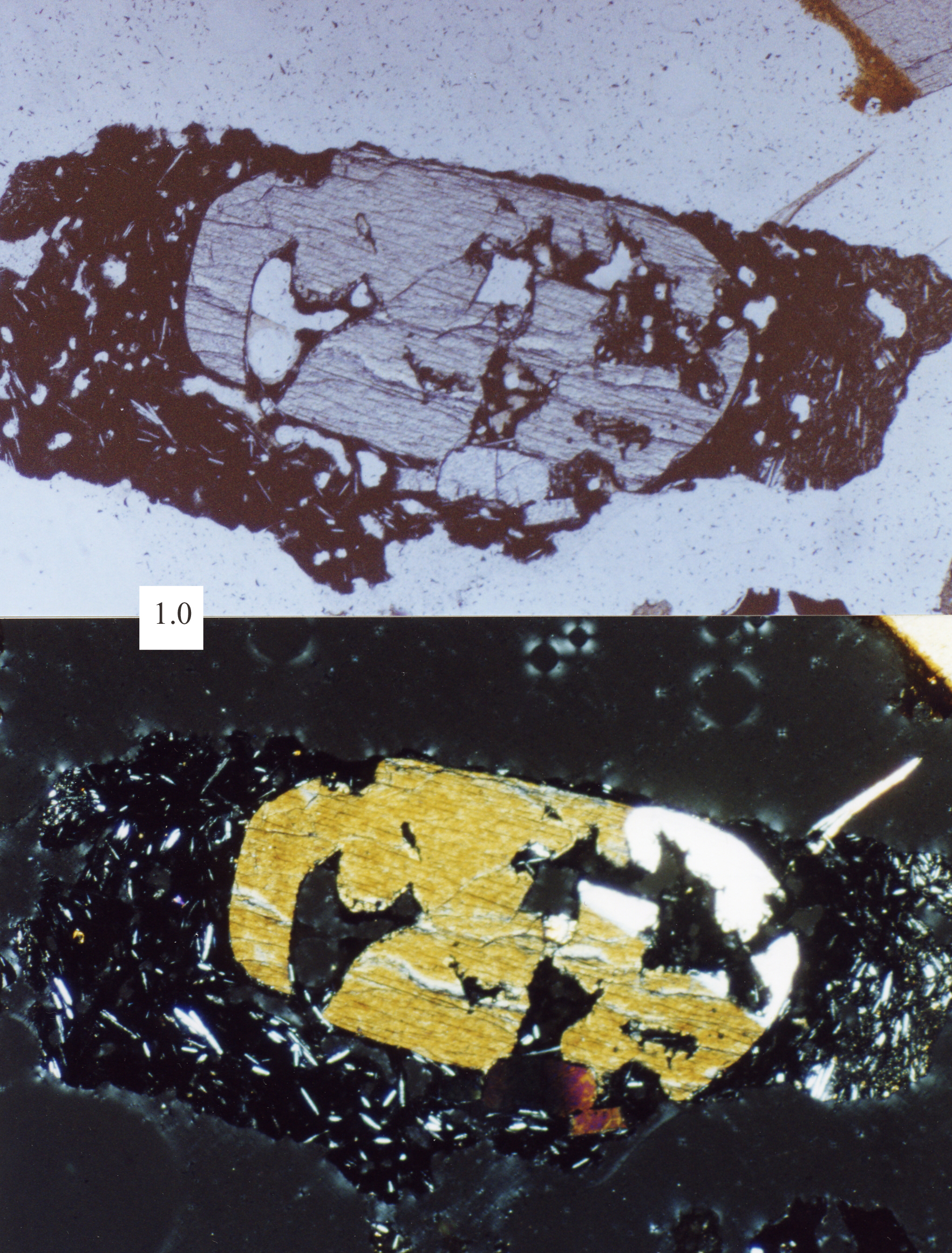
Hạt kích thước cát trong đá núi lửa kiến trúc ban tinh dưới kính hiển vi. Hạt tinh thể to ở giữa có kích thước rất lớn so với các tinh thể dạng sợi xung quanh. Tỉ lệ tính bằng mm.

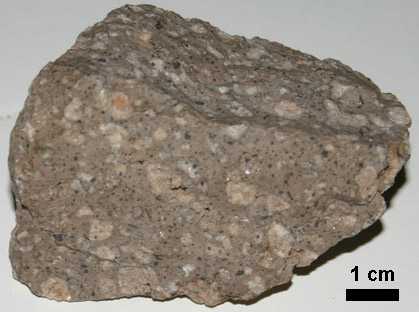
Andesit ban tinh ở đỉnh O'Leary. Đây là một loại đá mácma phun trào, các hạt tinh thể màu hồng (và đen) nhìn thấy rất rõ, nhưng nền màu nhánh có các tinh thể với kích thước rất nhỏ.

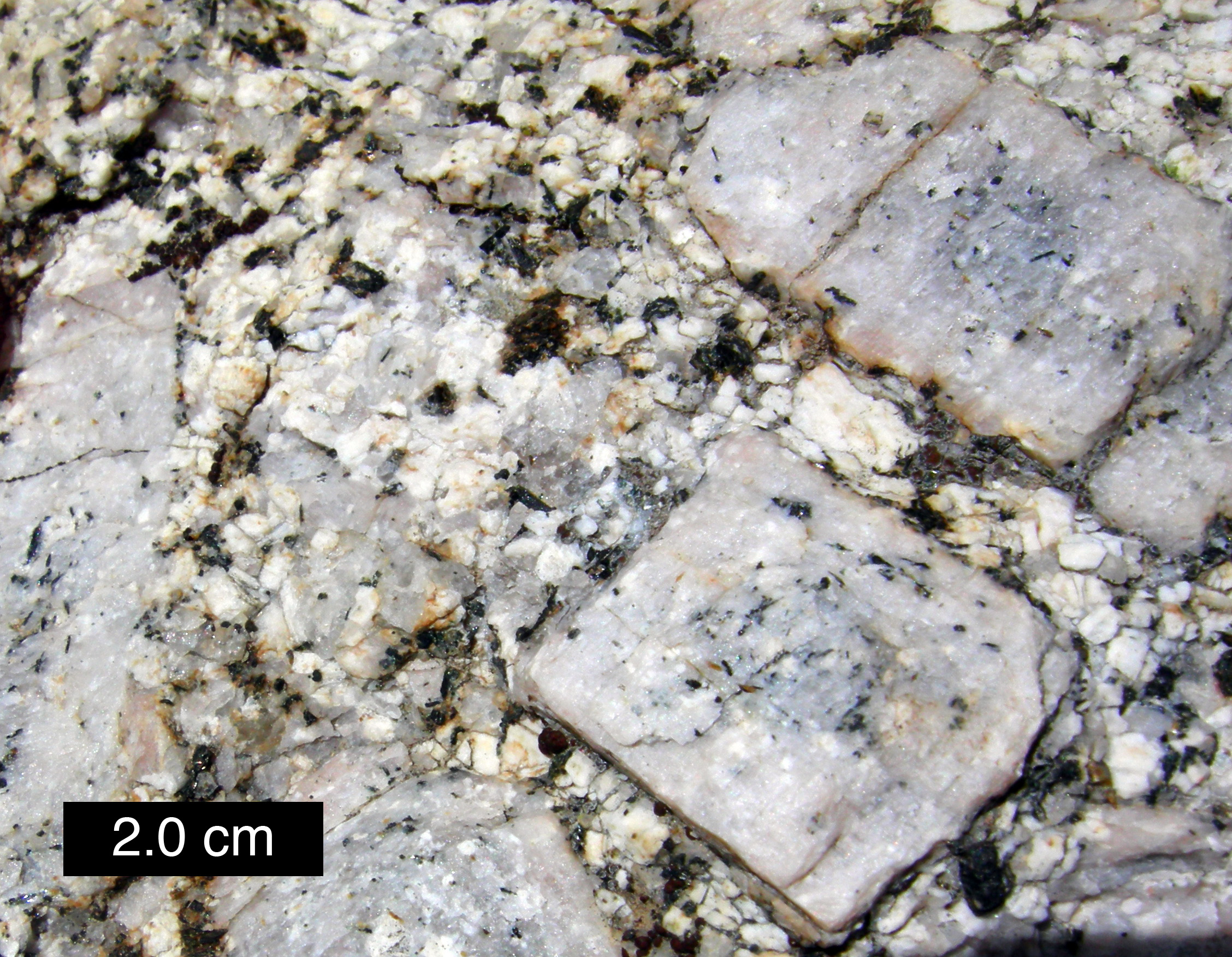
Kiến trúc ban tinh trong đá granit, một loại đá xâm nhập. Các tinh thể fenspat hình vuông màu trắng lớn hơn rất nhiều so với các tinh thể của nền xung quanh; mẫu ở Sierra Nevada, Rock Creek Canyon, California.

Ban tinh trong địa chất học là một thuật ngữ dùng để chỉ kiến trúc của đá mácma, mà theo đó các tinh thể có các kích thước rất khác nhau, một nhóm có kích thước lớn hơn nhóm còn lại. Các đá có kiến trúc ban tinh có thể bao gồm kiểu ẩn tinh (của nền) hoặc đá phun trào với các tinh thể lớn nổi lên trên nền các tinh thể hạt nhỏ hoặc nền các tinh thể không nhìn thấy bằng mắt thường ví dụ như kiến trúc ban tinh của bazan, kiến trúc hiển tinh (tinh thể có thể quan sát được bằng mắt thường) hoặc đá xâm nhập với các tinh thể lớn của nền có thể quan sát được bằng mắt thường. Trong một số trường hợp như đá granit có một nhóm các hạt tinh thể rất to nằm bên trên một nhóm tinh thể nhỏ hơn thì vẫn được gọi là granit ban tinh. Hầu hết các loại đá mácma có thể có biểu hiện của một số kiểu kiến trúc ban tinh.

## Hình thành
Các đá có kiến trúc ban tinh được hình thành khi cột mácma dâng lên mặt đất bị nguội lạnh theo hai giai đoạn. Giai đoạn đầu, mácma nguội từ từ ở dưới sâu trong vỏ trái đất hình thành nên các hạt tinh thể lớn với đường kính khoảng 2mm hoặc lớn hơn. Giai đoạn sau, mácma nguội nhanh hơn ở độ sâu tương đối nông so với mặt đất hoặc nó phun trào trên bề mặt tạo thành núi lửa thì hình thành các hạt thường không nhìn thấy được bằng mắt thường (có thể nhìn thấy dưới kính hiển vi bằng phân tích mẫu lát mỏng).